# Yuliya Blahinya
Yuliya Blahynia(en ukrainien, Юлія Олегівна Благиня) est une lutteuse ukrainienne née le 21 février 1990 à Lviv.

## Palmarès

### Championnats du monde
- Médaille de bronze en lutte libre dans la catégorie des moins de 51 kg en 2008

### Championnats d'Europe
- Médaille de bronze en catégorie des moins de 51 kg en 2013 à Tbilissi
- Médaille d'or en lutte libre dans la catégorie des moins de 51 kg en 2011
- Médaille de bronze en lutte libre dans la catégorie des moins de 51 kg en 2009
- Médaille de bronzet en lutte libre dans la catégorie des moins de 51 kg en 2008